# Чемпіонат України з хокею 2013—2014
Чемпіонат України з хокею із шайбою серед чоловіків сезону 2013—2014 років — розпочався наприкінці жовтня 2013 року поєдинками між Білим Барсом та Компаньйон-Нафтогазом. Цим же командам судилося і завершувати сезон, визначаючи чемпіона країни у фінальній серії плей-оф.
На старт першості вийшло шість команд, однак вінницькі Гайдамаки вже в січні були зняті зі змагань.

## Підготовка до проведення
Чемпіонат 2013/14 втретє мав бути проведений під егідою ПХЛ. Втім, у зв'язку з низкою скандалів в попередньому сезоні та відсутністю титульного спонсора ліги, проведення третього розіграшу чемпіонату ПХЛ опинилося під загрозою. Однак 17 липня 2013-го, під час загальних зборів клубів ПХЛ, свою участь у чемпіонаті підтвердили п'ять клубів. Також на цих зборах була прийнята відставка Юрія Загороднього. Виконувачем обов'язків ген. директора ліги призначено Юрія Говоруху.
Проте, вже 1 жовтня 2013 року стало відомо, що проведення національної першості з хокею під егідою ПХЛ призупиняється. Тож цьогоріч організацією чемпіонату України опікуватиметься ФХУ.

## Регламент
Згідно з регламентом змагань 22-й чемпіонат України з хокею відбувався в два етапи. На першому з них команди зіграли 24 поєдинки, по 6 матчів з кожним з чотирьох суперників. За результатами проведених зустрічей визначилися 4 учасники плей-оф. На півфінальній стадії змагань команди грали серії до двох перемог. У фінальному протистоянні серія тривала до трьох перемог однієї з команд. Матчі за третє місце не проводилися.

## Перший етап

### Турнірна таблиця
| Команда                    | І  | В  | ВО | ПО | П  | ГЗ  | ГП  | Різниця | О  |
| -------------------------- | -- | -- | -- | -- | -- | --- | --- | ------- | -- |
| «Компаньйон-Нафтогаз» Київ | 24 | 18 | 0  | 4  | 2  | 98  | 43  | +55     | 58 |
| «Білий Барс» Біла Церква   | 24 | 13 | 6  | 0  | 5  | 116 | 42  | +74     | 51 |
| «Сокіл» Київ               | 24 | 8  | 2  | 1  | 11 | 48  | 48  | 0       | 29 |
| «Леви» Львів               | 24 | 5  | 0  | 1  | 16 | 44  | 123 | -79     | 22 |
| «Дженералз» Київ           | 24 | 5  | 1  | 3  | 15 | 51  | 101 | −50     | 20 |
| «Гайдамаки» Вінниця        | 0  | 0  | 0  | 0  | 0  | 0   | 0   | 0       | 0  |

### Бомбардири
| Гравець              | Команда               | І  | Г  | П  | О  | Ш  |
| -------------------- | --------------------- | -- | -- | -- | -- | -- |
| Артем Бондарєв       | «Білий Барс»          | 24 | 20 | 19 | 39 | 14 |
| Нікіта Буценко       | «Білий Барс»          | 24 | 12 | 19 | 31 | 8  |
| Руслан Безщасний     | «Білий Барс»          | 19 | 10 | 21 | 31 | 2  |
| Сергій Харченко      | «Компаньйон-Нафтогаз» | 24 | 11 | 16 | 27 | 27 |
| Олександр Караульщук | «Білий Барс»          | 24 | 9  | 16 | 25 | 18 |
| Дмитро Дем'янюк      | «Білий Барс»          | 24 | 13 | 11 | 24 | 33 |
| Тарас Бега           | «Дженералз»           | 24 | 12 | 12 | 24 | 6  |
| Євген Пастух         | «Білий Барс»          | 24 | 6  | 17 | 23 | 22 |
| Сергій Черненко      | «Компаньйон-Нафтогаз» | 18 | 10 | 12 | 22 | 4  |
| Віталій Литвиненко   | «Компаньйон-Нафтогаз» | 21 | 8  | 12 | 20 | 4  |

І = Ігри; Г = Голи; П = Результативні паси; О = Очки; Ш = штрафні хвилини
Джерело: fhu.com.ua/

## Другий етап

### Півфінали
- «Компаньйон-Нафтогаз» (Київ) — «Леви» (Львів) — 2:0 (6:2; 6:1)
- «Білий Барс» (Біла Церква) — «Сокіл» (Київ) — 2:0 (2:1; 6:1)

### Фінал
| 3 березня | «Компаньйон-Нафтогаз» | 3:1 (1:0, 1:0, 1:1) | «Білий Барс» | СК «АТЕК», Київ |

| Протокол                                                    | Протокол        | Протокол               | Протокол | Протокол |
| ----------------------------------------------------------- | --------------- | ---------------------- | -------- | -------- |
|                                                             | Зав'ялов        | Голкіпери              | Напненко |          |
| Ісаєнко - 09:43 Сальніков (Б) - 25:50 Гаврилюк (ПВ) - 59:58 | 1:0 2:0 2:1 3:1 | 54:57 - Караульщук (Б) |          |          |
| 10 хв.                                                      | Вилучення       | 8 хв.                  |          |          |
| 27                                                          | Кидки           | 39                     |          |          |

| 4 березня | «Компаньйон-Нафтогаз» | 2:1 (1:0, 1:1, 0:0) | «Білий Барс» | СК «АТЕК», Київ |

| Протокол                          | Протокол    | Протокол           | Протокол | Протокол |
| --------------------------------- | ----------- | ------------------ | -------- | -------- |
|                                   | Зав'ялов    | Голкіпери          | Напненко |          |
| Черненко - 17:22 Черненко - 30:34 | 1:0 2:0 2:1 | 32:48 - Апеліс (Б) |          |          |
| 31 хв.                            | Вилучення   | 8 хв.              |          |          |
| 33                                | Кидки       | 33                 |          |          |

| 7 березня | «Білий Барс» | 3:1 (0:0, 2:1, 1:0) | «Компаньйон-Нафтогаз» | «Льодова арена», Біла Церква |

| Протокол                                         | Протокол        | Протокол             | Протокол | Протокол |
| ------------------------------------------------ | --------------- | -------------------- | -------- | -------- |
|                                                  | Напненко        | Голкіпери            | Зав'ялов |          |
| Бондарєв- 21:11 Буценко - 29:16 Бабинець - 45:01 | 1:0 2:0 2:1 3:1 | 35:50 - Гніденко (Б) |          |          |
| 12 хв.                                           | Вилучення       | 18 хв.               |          |          |
| 36                                               | Кидки           | 24                   |          |          |

| 8 березня | «Білий Барс» | 3:1 (0:1, 2:0, 1:0) | «Компаньйон-Нафтогаз» | «Льодова арена», Біла Церква |

| Протокол                                                    | Протокол        | Протокол       | Протокол | Протокол |
| ----------------------------------------------------------- | --------------- | -------------- | -------- | -------- |
|                                                             | Напненко        | Голкіпери      | Зав'ялов |          |
| Хворостінінш - 34:58 Міхейонок - 38:43 Хворостінінш - 45:53 | 0:1 1:1 2:1 3:1 | 01:10 - Слюсар |          |          |
| 4 хв.                                                       | Вилучення       | 2 хв.          |          |          |
| 24                                                          | Кидки           | 29             |          |          |

| 11 березня | «Компаньйон-Нафтогаз» | 2:1 (2:0, 0:0, 0:1) | «Білий Барс» | СК «АТЕК», Київ |

| Протокол                           | Протокол    | Протокол        | Протокол | Протокол |
| ---------------------------------- | ----------- | --------------- | -------- | -------- |
|                                    | Зав'ялов    | Голкіпери       | Напненко |          |
| Алексюк - 05:42 Литвиненко - 09:30 | 1:0 2:0 2:1 | 50:12 - Страупе |          |          |
| 33 хв.                             | Вилучення   | 24 хв.          |          |          |
| 18                                 | Кидки       | 26              |          |          |

## Нагороди

### Найкращі за амплуа
- Воротар: Михайло Балабан («Сокіл»)
- Захисник: Дмитро Толкунов («Білий Барс»)
- Нападник: Сергій Черненко («Компаньйон-Нафтогаз»)[4]

### Команда-переможець
| Чемпіон України Компаньйон-Нафтогаз | Воротарі: Сергій Зав'ялов, Сергій Мандрикін, Олександр Федоров Захисники: Євген Ємельяненко, Денис Ісаєнко, Олег Благой, Руслан Борисенко, Кирило Катрич, Євген Кривомаз, Руслан Свиридов, Андрій Татаренко Нападники: Валентин Алексюк, Павло Борисенко, Віталій Гаврилюк, Артем Гніденко, Євген Дзюбенко, Денис Заблудовський, Євген Курілін, Віталій Литвиненко, Дмитро Німенко, Роман Сальніков, Денис Самойленко, Ігор Слюсар, Сергій Харченко, Сергій Черненко Тренер: Олександр Сеуканд |